# Выборы губернатора Вермонта (1800)
Выборы губернатора Вермонта прошли 2 сентября 1800 года. На них победу одержал действовавший губернатор, кандидат от федералистской партии Исаак Тиченор, переизбранный на третий срок. Помимо этого голосования в течение года также проходили выборы президента, Сената, Палаты представителей и губернаторов других штатов.

## Результаты
| Кандидат      | Партия                                | Голосов | %       |
| ------------- | ------------------------------------- | ------- | ------- |
| Исаак Тиченор | Федералистская партия                 | 6 444   | 63,41%  |
| Израель Смит  | Демократическо-республиканская партия | 3 339   | 32,85%  |
| Scattering    | Scattering                            | 380     | 3,74%   |
| Всего голосов | Всего голосов                         | 10 163  | 100,00% |
| Явка          | Явка                                  | ?       | 6,58%   |
| Источник:     |                                       |         |         |

## Сноски

### Комментарии
1. ↑  По данным некоторых источников, Смит набрал 3 239 голосов избирателей. Вероятно, это следствие ошибки в расчётах современных исчтоников. New Nation Votes даёт Смиту 3 360 голосов[2], прибавив к 3 339 голосам ещё 21 из другого округа.